# Rue de Beaujolais
Ne doit pas être confondu avec la rue de Beaujolais-Saint-Honoré ni avec la rue de Beaujolais-au-Marais.
La rue de Beaujolais est une voie du 1er arrondissement de Paris, en France.

## Situation et accès
Orientée approximativement est-ouest, longue de 128 mètres, elle commence au 43, rue de Valois et se termine au 38, rue de Montpensier. Elle est à sens unique, dans le sens ouest-est. 
Elle se situe à peu près à égale distance des stations  Bourse, desservie par la ligne 3, et Palais-Royal - Musée du Louvre, où circulent les trains des lignes 1 et 7.

## Origine du nom

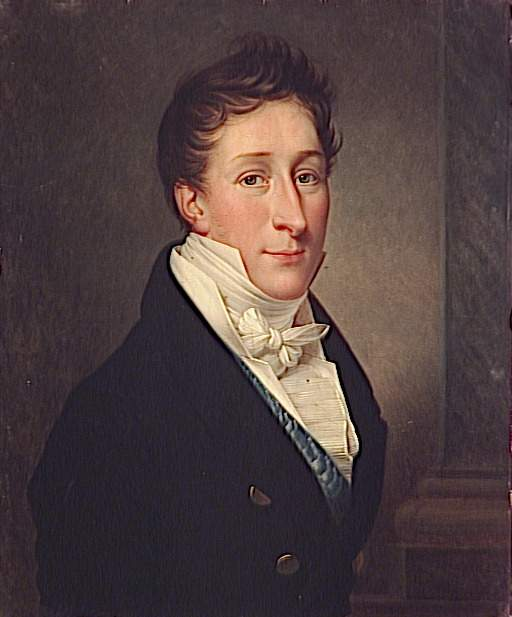
Charles-François Phelippes, d'après Albert Grégorius, Louis-Charles d’Orléans, comte de Beaujolais (1838), château de Versailles.

Cette rue porte le nom du comte de Beaujolais, nom d'un fils du duc d'Orléans.

## Historique
Cette rue est ouverte en 1784 sur une partie de l'ancien jardin du Palais-Royal lorsque le duc d'Orléans fit bâtir les galeries de pierre. Elle porte alors le nom de « passage de Beaujolais », du titre que porte l'un des fils du duc de Chartres, propriétaire du Palais-Royal.
Entre 1797 et 1814, elle prit le nom de « rue d'Arcole », en mémoire de la bataille d'Arcole puis, en 1849, de façon éphémère, celui de « rue Hoche » en mémoire du général de la Révolution, Lazare Hoche.
Jusqu'au milieu du XIXe siècle, elle portait parfois le nom de « rue de Beaujolais-Palais-Royal » afin de la distinguer de deux autres rues parisiennes portant le même nom et connues pour cette raison sous les noms de « rue de Beaujolais-Saint-Honoré » (disparue en 1852) et de « rue de Beaujolais-au-Marais ».

## Bâtiments remarquables et lieux de mémoire
- No 3 : entrée du péristyle de Beaujolais menant vers le jardin du Palais-Royal.
- No 5 : emplacement du cabaret Milord l'Arsouille, qui occupait un caveau du XVIIe siècle. De 1949 à 1965 s'y sont produits, entre autres, Serge Gainsbourg, Georges Moustaki (avec la chanson Milord), Guy Béart, Jacques Brel, Giani Esposito, Jean Ferrat, Claude Mann, Mouloudji, Christine Sèvres, Jacques Delord[réf. nécessaire].
- Entre les nos 7 et 9 : le passage du Perron permet de rejoindre la galerie de Beaujolais située à l'intérieur du Palais-Royal.
- No 9 : 
  - emplacement de l'ancienne librairie de Thomas Aurore Armand Martainville-Delaage, ouverte en 1812, qui s'étend alors jusqu'à la façade sur jardin, où elle occupe les arcades du Palais-Royal nos 86, 87 et 88. La librairie est flanquée par un important cabinet de lecture, également tenu par Martainville-Delaage[3], et connu sous le nom de Cercle encyclopédique ou Cercle littéraire encyclopédique.
  - ancien domicile de Colette (1873-1954) et de son troisième époux, Maurice Goudeket (1889-1977), de 1926 à 1930 à l'entresol, et de 1938 à sa mort, en 1954, au premier étage[4]. Après sa libération en février 1942, Maurice Goudeket se cache dans une chambre sous les toits jusqu’à la fin de la guerre[5] ;
  - ancien domicile de Suzanne Spaak (1905-1944) en 1941[6].
- no 11, communique avec le no 9 : demeure de Claude et Suzanne Spaak, Claude Spaak[pas clair], Leopold Trepper, seconde demeure de deux membres de l’Orchestre rouge[7].
- No 15 : Jean Cocteau y séjourne en décembre 1939 avant de partir pour Perpignan[8].
- No 17 : Le Grand Véfour[9] est un restaurant ancien de Paris que fréquentèrent Napoléon Bonaparte et Joséphine de Beauharnais, Victor Hugo, Colette. Il est dirigé par le chef Guy Martin.
- No 18 : s'y trouvait le club nocturne Whisky à Gogo, ouvert en 1947 et où a notamment travaillé Régine en 1952[10].
- No 19 : entrée du péristyle de Joinville menant vers le jardin du Palais-Royal.
- No 20 : façade d'un restaurant décorée de deux putti.
- No  48 : ce bâtiment de neuf étages construit en 1781 à l'angle de la rue de Valois avec son autre façade  au no 33 de la rue Radziwill était le plus haut immeuble d'habitation de Paris jusqu'à l'édification en 1960 du premier gratte-ciel parisien, la tour Albert, haute de 23 étages, rue Corvisart dans le 13e arrondissement. Cet immeuble abritait un tripot desservi par un escalier à double révolution destiné à éviter les rencontres désagréables. Sa construction précède le premier règlement d'urbanisme de 1783 limitant la hauteur des immeubles à Paris[11].

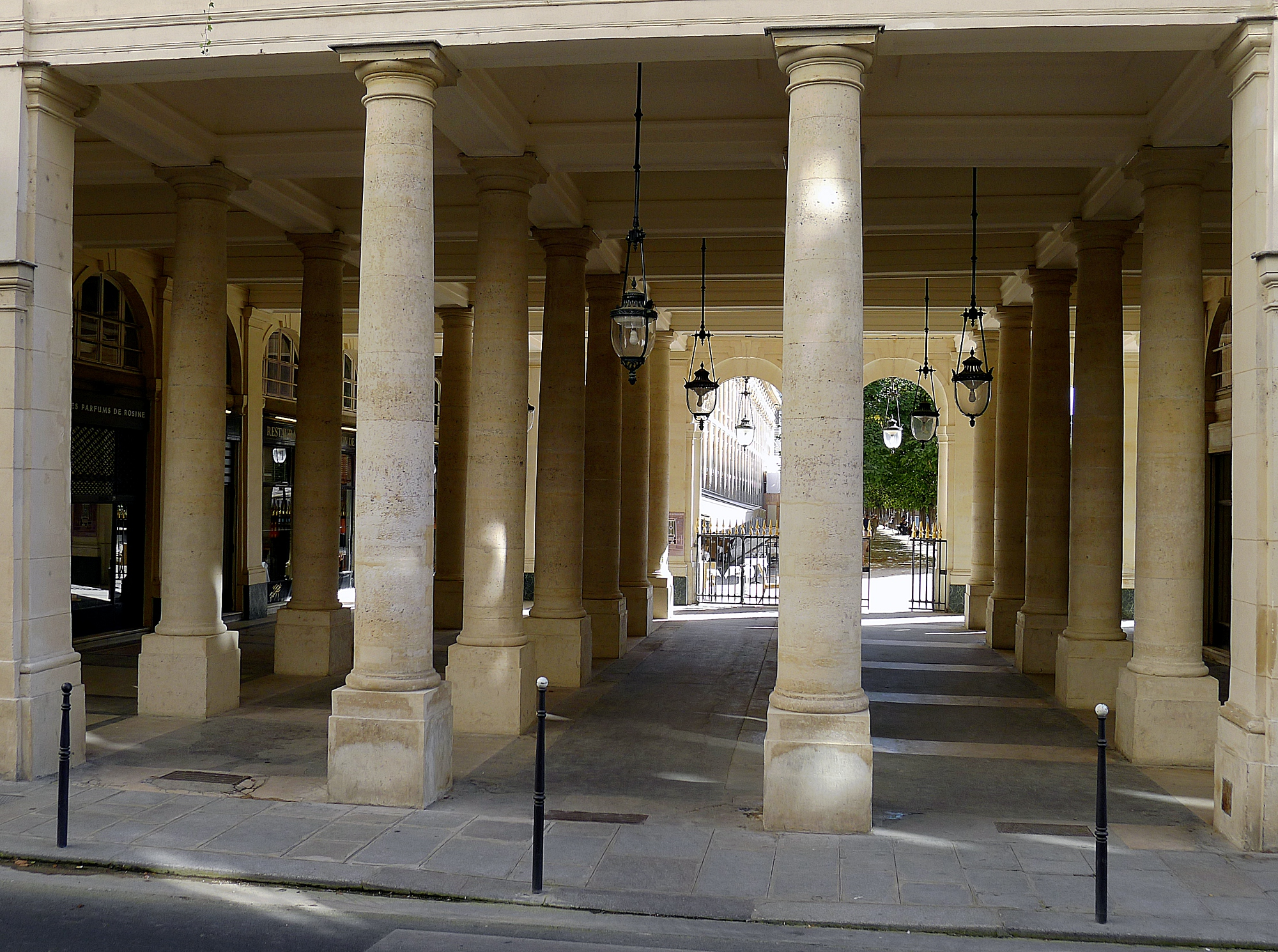
No 3, le péristyle de Beaujolais.
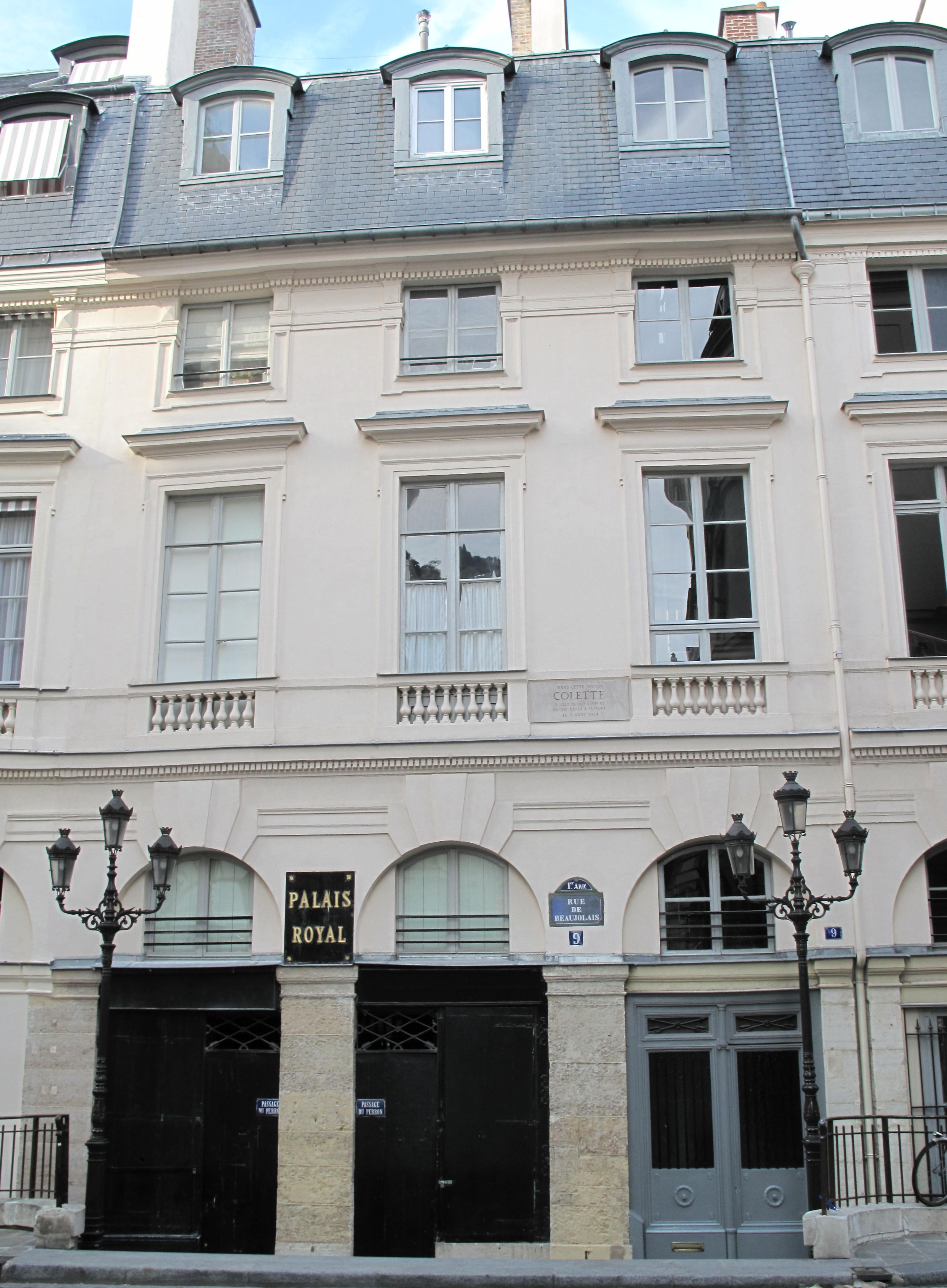
No 9, domicile de Colette.
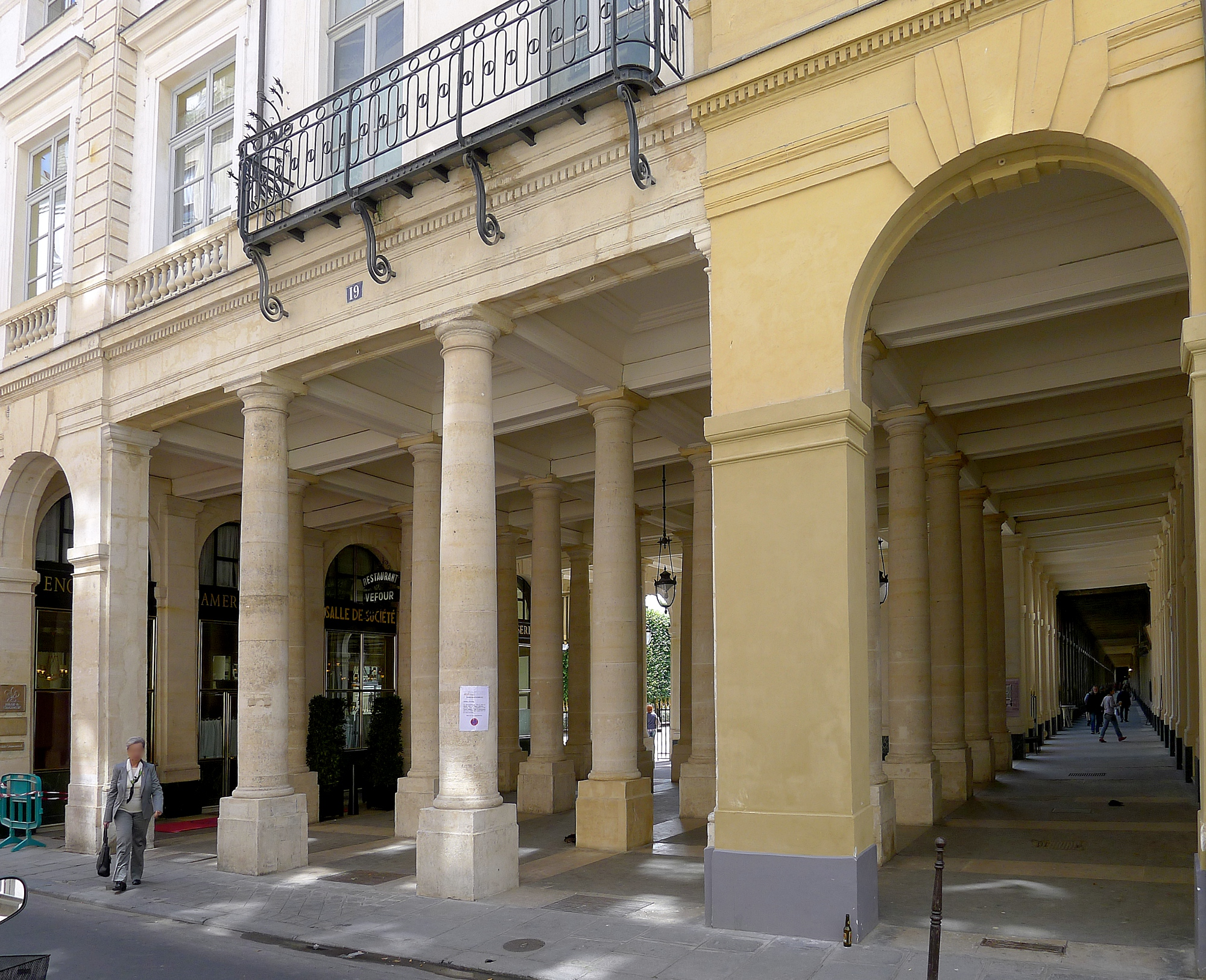
No 17, restaurant Le Grand Véfour et no 19, péristyle de Joinville et la galerie de Montpensier.
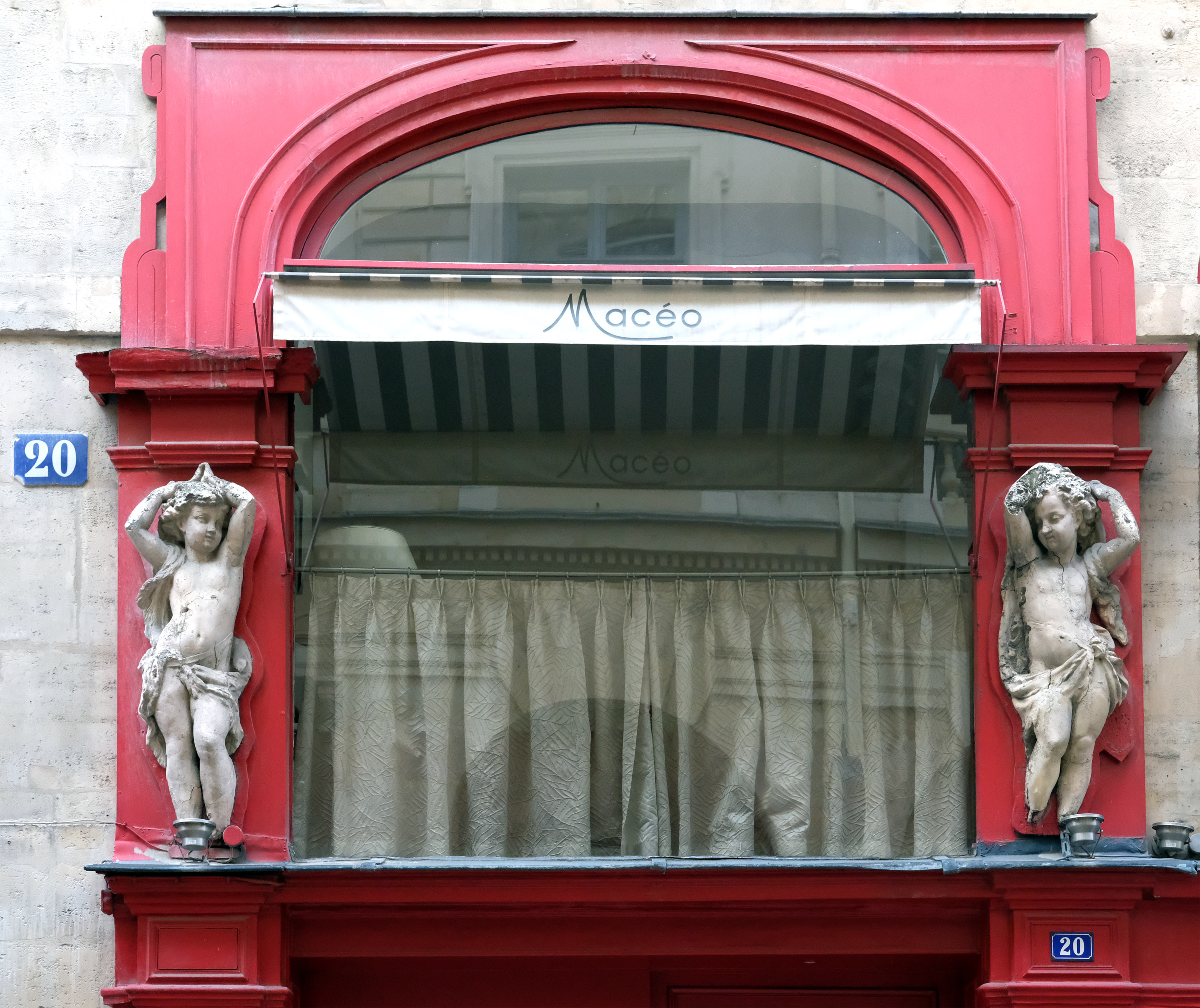
No 20 : façade d'un restaurant avec putti.
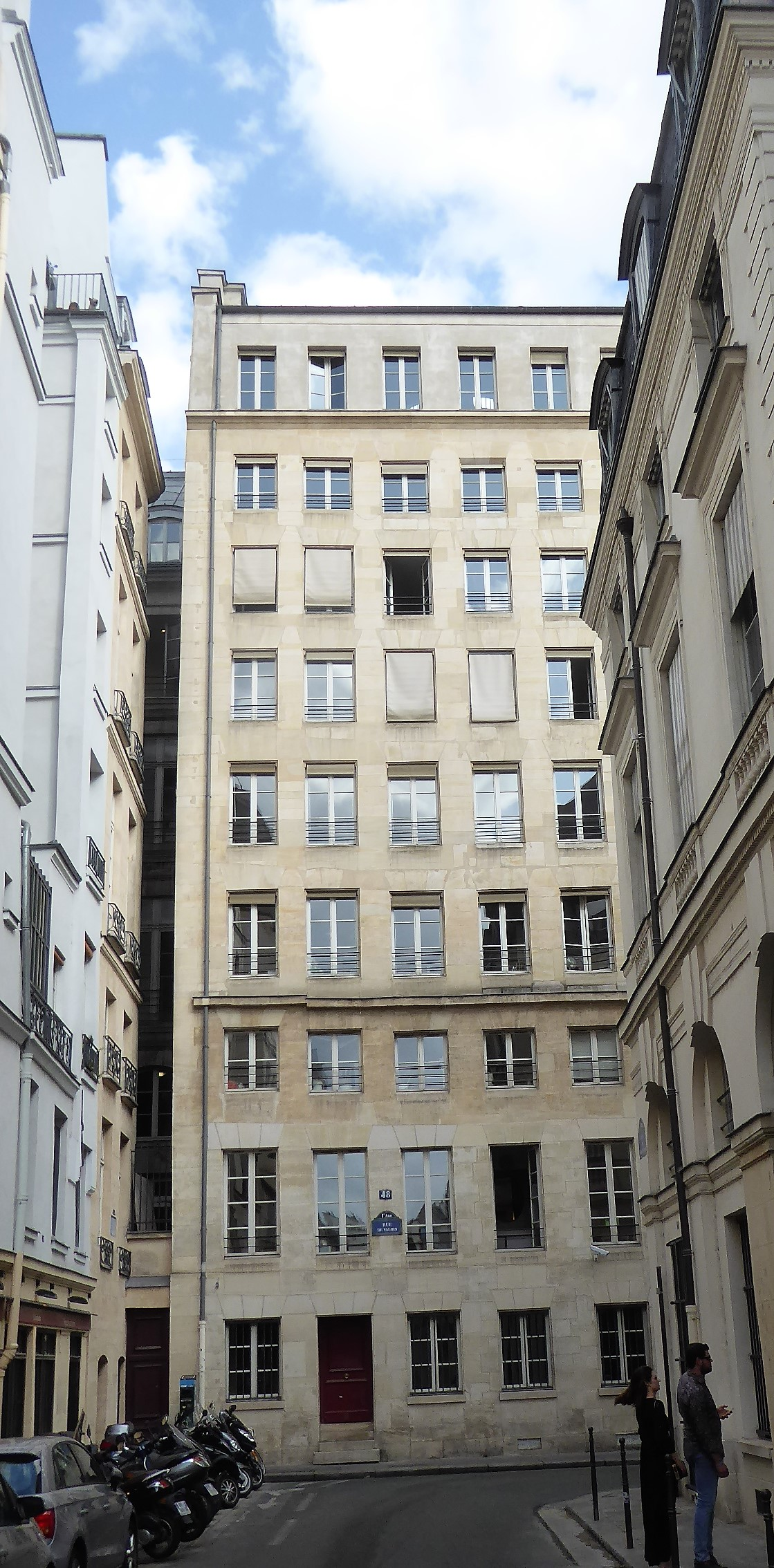
No 48 : immeuble de 1781.

## Pour approfondir